# Самария
Вижте пояснителната страница за други значения на Самария.
Самария (на иврит: שומרון‎, Шомрон) е историческа област в Близкия Изток, включваща средната част на Ерец Израел, между Юдея на юг и Галилея на север.
През I век Йосиф Флавий сочи за нейни граници Средиземно море на запад и река Йордан на изток. Според Библията тази област включва владенията на племето на Ефрем и западната половина от тези на племето на Манасия. След смъртта на цар Соломон Самария образува южната част на Израилското царство.